# Haldensleben
Haldensleben è una città tedesca di 19 267 abitanti situata nel land della Sassonia-Anhalt. Appartiene al circondario della Börde.

## Storia
Il 2 maggio 1991 venne aggregato alla città di Haldensleben il comune di Wedringen. Il 1º gennaio 1992 venne aggregato anche il comune di Satuelle.
Fino al 1º luglio 2007 è stata capoluogo del circondario dell'Ohre.

## Geografia antropica
La città di Haldensleben è suddivisa nelle frazioni (Gemeindeteil) di Bodendorf, Haldensleben, Hundisburg, Hütten, Lübberitz, Neuglüsig, Satuelle, Süplingen, Uthmöden e Wedringen.